# صكبان تركي المطلك

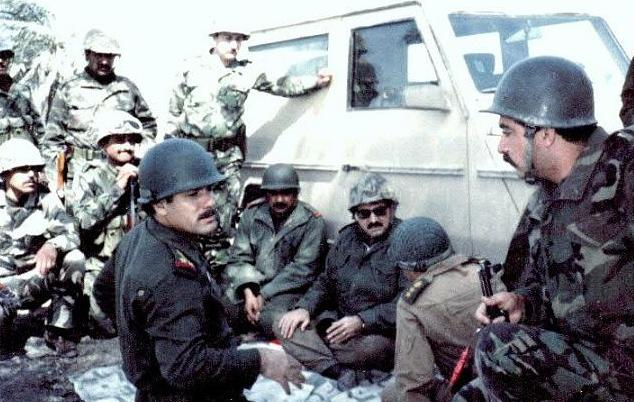
المطلك (وسط يسار) خلال الحرب العراقية الإيرانية

صكبان تركي مطلك الدايني ضابط عراقي متقاعد، ومرشح سابق لمنصب وزير الدفاع العراقي.

## سيرته
اللواء الركن المتقاعد صكبان تركي مطلك الدايني من مواليد قضاء بلدروز - محافظة ديالى العراقية، وشيخ عموم عشيرة الداينية.
- خريج الكلية العسكريه الأولى
- تدرج في عدة مناصب في الجيش العراقي
- قائد الفرقة الرابعه عشر في محافظة ميسان سنة 1992
- مديرا في رءاسة اركان الحرس الجمهوري
- شارك في معارك حروب الخليج الأولى والثانية والثالثة.
- رشح لمنصب وزير الدفاع العراقي _نائب القائد العام للقوات المسلحة، سنة 2011

## من مواقفه
يروي لنا العقيد (فاضل.العبيدي. ضابط استخبارات الفرقة 18 مشاة عندما كان المطلك قائدا للفرقه 18 مشاة قيادة قوات طارق بن زياد في محافظة ميسان سنة 1997
يقول اتت امراه من مدينة النجف مسنه في العمر وكانت في حال يرثى لها وكانت تطلب اللقاء بقائد الفرقة حينها فعندما اخبر انضباط الفرقة القائد بأمر تلك العجوز فكنت جالس عنده في مكتبه فامرهم بأن يسمحو لها بالدخول كان لتلك المرأة ابن وحيد وكان فارا من الخدمة العسكريه وعليه تهم تصل عقوبتها للإعدام كون ابنها متهم أيضا بالانتماء إلى أحد الاحزاب المعارضة للنظام حينها وقد القي القبض عليه بالقرب من المنطقة الحدودية من قبل إحدى تشكيلات الفرقة 18 وكانت تلك المرأة لاتتوقف عن البكاء لشدة خوفها من فقدان ابنها الوحيد بعدها طمأنها الاخ قائد الوحدة حينها وقال لها باللهجة العاميه (يمه روحي ولاديرين بال ابنچ ان شاءالله يطلع من السجن)يقول فتعجبت من كلامه لها لانني كنت اعرفه جيدا انه لايعطي وعد الا وينفذ وعده وتعجبت أيضا لانني كنت ضابط استخبارات الفرقة واعرف مدى خطورة التهم التي كانت موجهه لأبن تلك المرأة وبعد ان خرجت تلك المرأة من مكتب القائد وكان يجلس معنا عدد من ضباط الركن والمراتب وبعد ان خرجوا الضباط وبقينا فقط انا والقائد قال لي ماذا تقول ابن عمي بأمر هذه المرأة المسكينه فهذا ابنها الوحيد ومصيره بين يدي اريد منك ان تلغي جميع التهم عنه وتطلق سراحه وان تعيده إلى الخدمة نادما يقول فسكت ولم ارد عليه ونظر الي مره أخرى وقال لي اعرف انها مسؤوليه وقد نسأل امام القيادة عن هذا الامر ولكن أنت اطمأن فان وصل الخبر إلى القيادة فأنا من سأتحمل مسؤلية قراري هذا وأنت فقط اريد منك ان لاترفع أي برقيه بالمتهم إلى الجهات العليا فيقول لطيب العلاقة التي كانت تربطني بالقائد قلت له ابشر سيدي مايكون اله خاطرك طيب فذهبت بعد يومين بنفسي إلى سجن قيادة الفرقة واخليت سبيله واخبرت القائد باطلاق سراحه فشكرني وقال (هذا هو المهم ضميري ارتاح وشيريد يصير خلي يصير مسؤوليته يمي أنت نفذت الأمر وخلاص).

## تكريمات
حائز على عدة شهادات عسكرية ومن خيرة ضباط الجيش العراقي وبطل من ابطال الجيش العراقي، كان قائدا من قادة الجيش الذي تمكن من منع القوات الاميركية من السيطرة على مدينة البصرة على مدى 21 يوما ابان غزو العراق عام 1990.

## مرشحا وزيرا للدفاع
طرحت القائمة العراقية بزعامة إياد علاوي أسماء عشرة مرشحين لشغل منصب وزير الدفاع _ نائب القائد العام للقوات المسلحة، نصفهم من العسكريين.
أعلن حيدر الملا المتحدث باسم القائمة العراقية ان القائمة رفعت إلى رئيس الجمهورية تسعة أسماء لشغل حقيبة وزارة الدفاع طبقا للاتفاق الذي جرى وحدد اسبوعين لتقديم أسماء المرشحين.وقال الملا في تصريح نقلته وكالة نينا للانباء: ان «قادة القائمة العراقية عقدت اجتماعا حددت فيه تسعة أسماء لشغل حقيبة وزارة الدفاع خمسة منهم من العسكريين واربعة من المدنيين»، مبينا ان «الأسماء تم رفعها إلى رئيس الجمهورية طبقا للاتفاق السياسي الذي جرى في الثاني من اب الحالي».واضاف ان «القائمة العراقية وبعد تفجيرات امس الأول تدعو قادة الكتل السياسية إلى عقد اجتماع طارئ في منزل رئيس الجمهورية لمناقشة الملف الامني وحسم مرشحي الوزارات الامنية».يذكر ان اجتماع قادة الكتل السياسية بحضور رئيس الجمهورية حدد مهلة اسبوعين للقائمة العراقية والتحالف الوطني لتقديم مرشحيهما لشغل حقيبتي الداخلية والدفاع.من جانبه، كشف النائب كاظم الشمري عن أن مرشحي القائمة العراقية هم: «اللواء على مدحت العبيدي واللواء لؤي الطبقجلي واللواء خالد بكر خضر الحمداني واللواء صكبان تركي المطلك وإسكندر وتوت وجواد البولاني وعبد الله الجبوري وأحمد المساري وصلاح الجبوري وعبد الكريم العبطان».
وذكرت قناة روسيا اليوم ان السيد المطلك اكد لها، انه أعلن أنسحابه من الترشح لأسباب شخصية وله الشرف ان يكون بهذا المنصب ولكن ظروفه الخاصة منعته من القبول بهذا المنصب.